# Bagard
Bagard település Franciaországban, Gard megyében. Lakosainak száma 2595 fő (2022. január 1.). Bagard Boisset-et-Gaujac, Générargues, Ribaute-les-Tavernes, Saint-Christol-lès-Alès és Saint-Jean-du-Pin községekkel határos.

## Népesség
A település népességének változása:
| Lakosok száma | 1025 | 1523 | 1771 | 2252 | 2541 | 2599 | 2574 | 2556 | 2570 | 2595 |
|               | 1968 | 1982 | 1990 | 2006 | 2013 | 2015 | 2017 | 2019 | 2020 | 2022 |